# 格朗沃 (索恩-卢瓦尔省)
格朗沃（法語：Grandvaux，法語發音：[ɡʁɑ̃vo] ⓘ）是法国索恩-卢瓦尔省的一个市镇，属于沙罗勒区。

## 地理
格朗沃（46°30'38"N, 4°15'49"E）面积6.18 平方千米，位于法国勃艮第-弗朗什-孔泰大區索恩-卢瓦尔省，该省份为法国中部省份，北起顺时针与科多尔省、汝拉省、安省、罗讷省、卢瓦尔省、阿列省和涅夫勒省接壤。
与格朗沃接壤的市镇（或旧市镇、城区）包括：巴龙。

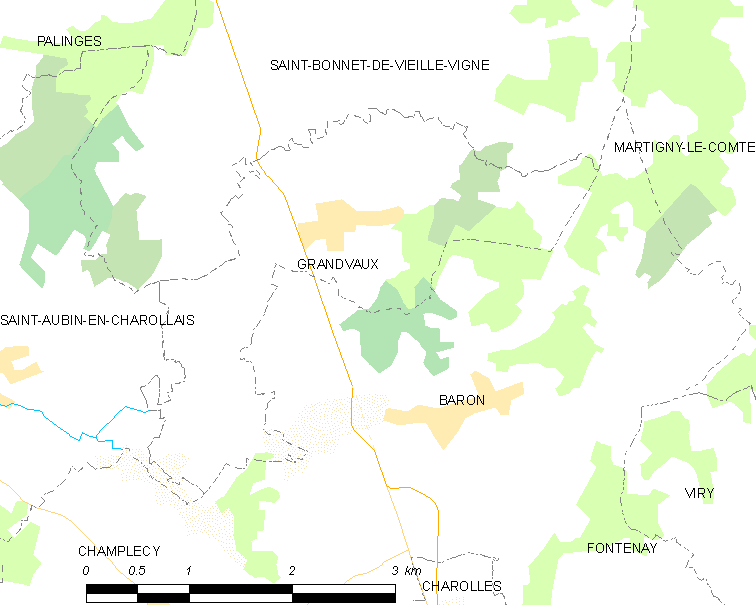
的OSM定位图

格朗沃的时区为UTC+01:00、UTC+02:00（夏令时）。

## 行政
格朗沃的邮政编码为71430，INSEE市镇编码为71224。

## 政治
格朗沃所属的省级选区为沙罗勒县。

## 人口

1962-2008年间人口变化图示

格朗沃于2022年1月1日时的人口数量为86人。